# Tatjana Adamowna Alisar
Tatjana Adamowna Alisar (russisch Татьяна Адамовна Ализар, wiss. Transliteration Tat'jana Adamovna Alizar; * 21. November 1978 in Wolgograd, Sowjetunion) ist eine ehemalige russische Handballspielerin, die für die russische Nationalmannschaft auflief.

## Aktive Karriere

### Im Verein
Alisar lief bis zum Jahr 2005 für den russischen Erstligisten GK Dynamo Wolgograd – der bis zum Jahr 2003 unter den Namen Akwa Wolgograd antrat – auf. Mit Wolgograd gewann sie 1999, 2000 und 2001 die russische Meisterschaft. Im Sommer 2005 wechselte die Torhüterin zum slowenischen Spitzenverein Rokometni Klub Krim, mit dem sie 2006 und 2007 das nationale Double gewann sowie 2006 im Finale der EHF Champions League stand. In der Saison 2008/09 hütete sie das Tor des türkischen Erstligisten Maliye Milli Piyango SK. Mit  Maliye Milli Piyango SK gewann sie die türkische Meisterschaft.
Alisar kehrte daraufhin zu GK Dynamo Wolgograd zurück, mit dem sie 2009 und 2010 zwei weitere Meisterschaften gewann. Im Sommer 2010 unterschrieb sie einen Vertrag beim spanischen Erstligisten SD Itxako. Im Januar 2011 wurde ihr Vertrag aufgelöst. Einen Monat später schloss sie sich dem russischen Erstligisten Swesda Swenigorod an. Mit Swesda spielte sie die Saison 2010/11 zu Ende und beendete anschließend ihre Karriere.

### In der Nationalmannschaft
Alisar gehörte dem Kader der russischen Nationalmannschaft an. Mit Russland gewann sie bei der Europameisterschaft 2000 die Bronzemedaille. Im Turnierverlauf parierte Alisar 41,95 % der gegnerischen Würfe, womit sie die beste Fangquote unter den an der Europameisterschaft teilnehmenden Torhüterinnen aufwies. Bei der Weltmeisterschaft 2001 sowie bei der Weltmeisterschaft 2005 gewann sie die Goldmedaille. Bei der WM 2005 erreichte Alisar eine Fangquote von 44 %, womit lediglich die Französin Laurence Maho eine bessere Quote besaß.

## Nach ihrer aktiven Karriere
Alisar war nach ihrer Karriere bei der 2. Mannschaft von Dynamo Wolgograd als Torwarttrainerin tätig.